# Ódry Lehel
Pacséri Ódry Lehel, Ódry András Boldizsár Lehel (Nemesmilitics, 1837. november 30. – Arad, 1920. február 5.) magyar operaénekes (bariton), operarendező. Ódry Árpád édesapja.

## Életútja

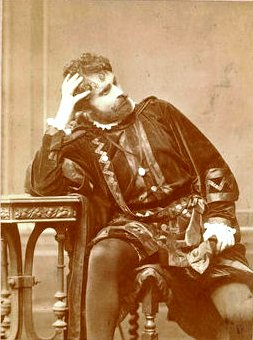
Hamletként

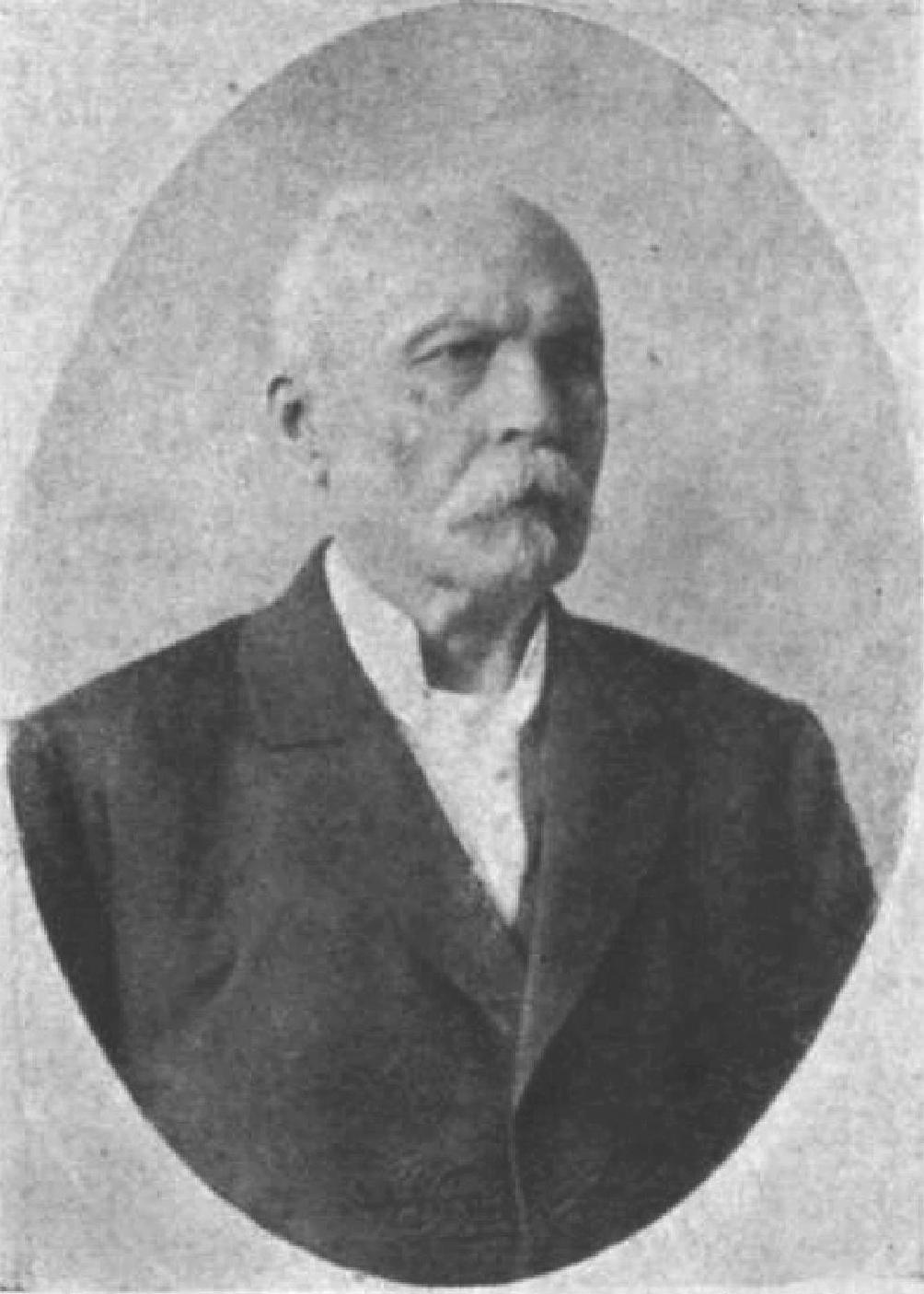
Nyolcvanévesen

Nemes Ódry Gergely és Piukovits Karolina fiaként született, 1837. december 3-án keresztelték a nemesmiliticsi római katolikus templomban. Eleinte a pécsi katonai nevelőintézetben, később Halason tanult. Az 1848–49-es forradalom és szabadságharc alatt apja anyagi veszteségeket szenvedett, ezért gyermekei nevelését nagyanyjuk vette át. Ódry a gimnáziumot Baján folytatta 14 éves koráig, amikor is saját akaratából vaskereskedő-inas lett, ahol fel is szabadult. Vándoréveit Bécsben és Pesten töltötte. Ezalatt a kereskedelmi könyvvitelt is megtanulta, és könyvviteli minőségben egy pesti gyárban működött.
1857-ben hazatért, és vaskereskedést akart nyitni, de apja ebben nem támogatta. Ezért egy színtársulathoz szegődött; nagy kedvet érezve a színi pályához, melyen csakhamar feltűnt ritka szép bariton hangjával. Molnár György 1858. október 8-án pécsi társulatához szerződtette. 1862-ben Somssich Pál ajánlatára a Nemzeti Színház énekkarának lett tagja Radnótfáy Nagy Sámuel intendánssága alatt, aki Stoll Péter színházi énektanárral képeztette. 1862-ben Kolozsvárott szerepelt. 1863–64-ben a Nemzeti Színház karénekese, majd magánénekese lett.
A Nemzeti Színháznál nem tudván tehetségét kamatoztatni, a kolozsvári színházhoz szerződött, ahol a közönségnek 1865-től 1869-ig kedvence volt, szólistaként lépve színre. Ekkor ismét a Nemzeti Színház operájához tért vissza, ahol rokonszenves hangjával és alakító tehetségével rövid idő alatt főszerepekben tűnt ki, és a magyar dalművészet egyik legjelesebb képviselője lett. 1872-ben elhagyta a Nemzetit és csak egy évi külföldi távollét után tért oda vissza.
A Hamletben lépett fel újra, amit a Bolygó Hollandi, Brankovics György (melynek címszerepét Erkel Ferenc neki írta), a Mignonban Lothario szerepe, a Sába királynőben Salamon király és más erőteljes alakításai követtek. Erkel valamennyi operájának bariton szerepét énekelte. 1876-ban új szerződésre lépett a Nemzeti Színházzal és időközben a dalműrendező Böhm elhalálozván, Ódry vette át e tisztséget. Közreműködött az írók és művészek társaságának létesítése és fennállása körül; annak ünnepélyein folyton tevékeny részt vett. 1895-ben nyugdíjazták.
Drámaírással is foglalkozott: népszínműveket és vígjátékokat írt (Piros Panna, A fehér páva, A virágasszony leánya).

## Magánélete
Első neje Radeczky Jozefa volt, akitől törvényesen elvált. 1882. március 7-én Budapesten, a Kálvin téri református templomban feleségül vette a nála 15 évvel fiatalabb Moskovszki Irmát, Moskovszky János és Mohola Anna lányát, az esküvői tanúk Türr István és Munkácsy Mihály voltak.

## Főbb szerepei
- Gounod: Faust – Mephisto
- Leoncavallo: Bajazzók – Canio
- Verdi: Otello – Jago
- Wagner: A nürnbergi mesterdalnokok – Hans Sachs
- Erkel Ferenc: Brankovics György – címszerep

## Munkái
- Az életből és a színpadról. Bpest, 1875. Két kötet
- Brankovics György, Szerbia despotája. Eredeti dalmű négy felv., zenéjét szerzé Erkel Ferencz, a szövegét Obernyik Károly drámája után Ormai Ferencz és Odry. Bpest, 1875 (Nemzeti Színház Könyvtára 82. Először adták 1874. máj. 20. a budapesti nemzeti színházban)
- Piros Panna. Énekes népszínmű három felv. Bpest, 1877 (Népszínház Könyvtára 8.)
- Az ének- és játékmester. Újpest, 1893

### Kéziratban
- Szórakozott, vígj. egy felv., Nemesek kapitánya és Falu nyelve c. népszínművek; A házi politika, vígj.